# Vincent Irizarry
Vincent Michael Irizarry (Queens, 12 novembre 1959) è un attore televisivo statunitense di origini portoricane ed italiane.

## Carriera
Dopo gli studi di recitazione, il primo ruolo che gli diede visibilità fu quello di Lujack Luvonaczek, figlio di Alexandra Spaulding nella soap opera Sentieri. Il personaggio venne ucciso nel dicembre del 1985, ma Irizarry tornò a recitare nella soap dal 1991 al 1996 nel ruolo del fratello di Lujack, Nick. Anche dopo l'uscita di scena di Nick, l'attore ritornò nella soap per alcune apparizioni sporadiche del personaggio nel 1998 e nel 2006.
Nel 1986, partecipa al film di Clint Eastwood, "Gunny".
Oltre a Sentieri, Irizarry diede il volto al dottor Scott Clark in Santa Barbara, dove recitò per due anni dal 1987 al 1989.
Nel 1990 gli venne affidata la parte del protagonista Gino Santangelo nella miniserie televisiva Lucky/Chances.
Successivamente, nel novembre 1997, diede vita al personaggio di David Hayword ne La valle dei pini, ma abbandonò la soap nel 2006, dopo quasi dieci anni per esigenze di copione. Venne quindi assunto in Febbre d'amore, dove interpretò David Chow; inizialmente il personaggio doveva comparire solo per un breve periodo, ma la popolarità riscossa gli valse il prolungamento del contratto. David Chow venne ucciso nel 2008 e nello stesso anno Irizarry tornò nel cast de La valle dei pini, dove ha interpretato il suo vecchio ruolo di David Hayword fino alla conclusione della soap, avvenuta nel 2013.
Dal gennaio 2016 al febbraio 2017, l'attore ha interpretato il ruolo di Deimos Kiriakis nella soap opera Il tempo della nostra vita.
Alternandosi ai suoi numerosi ruoli nelle soap opera, Vincent Irizarry ha lavorato anche in telefilm come Beverly Hills 90210 e NCIS: Los Angeles.

## Filmografia parziale

### Cinema
- Gunny (Heartbreak Ridge), regia di Clint Eastwood (1986)
- Lucky/Chances (Lucky Chances), regia di Buzz Kulik (1990)
- Attrazione proibita (Lying Eyes), regia di Marina Sargenti (1996)

### Televisione
- Sentieri (The Guiding Light) - serie TV (1983-1996)
- Santa Barbara - serie TV (1987-1989)
- La signora in giallo (Murder, She Wrote) - serie TV, un episodio (1991)
- Beverly Hills 90210 - serie TV, 3 episodi (1997)
- La valle dei pini (All My Children) - serie TV (1997-2013)
- Una vita da vivere (One Life to Live) - serie TV, 3 episodi (2005)
- Febbre d'amore (The Young and the Restless) - serie TV (2007-2008)
- NCIS: Los Angeles - serie TV, episodio 2x05 (2010)
- Il tempo della nostra vita (Days of Our Lives) - serie TV (2016-2021)
- Beautiful (The Bold and the Beautiful) - serie TV, 10 episodi (dal 2019)

## Doppiatori italiani
Nelle versioni in italiano delle opere in cui ha recitato, Vincent Irizarry è stato doppiato da:
- Marcello Cortese in Sentieri (Nick), Attrazione proibita
- Daniele Sassi in Sentieri (Lujack)
- Claudio De Angelis in Gunny
- Fabio Calvari in Santa Barbara
- Riccardo Lombardo in Febbre d'amore
- Sergio Lucchetti ne Il coraggio di una figlia
- Alberto Angrisano in NCIS: Los Angeles